# Jaleaca de Catalán
Jaleaca de Catalán es una localidad del estado mexicano de Guerrero. Es parte del municipio de Chilpancingo de los Bravo.

## Toponimia
El nombre «Jaleaca» proviene de los términos en náhuatl: xalli, arenal; yacac, punta. Su significado es «punta del arenal». El nombre «Catalán» rinde homenaje a Nicolás Catalán, héroe de la Independencia de México, oriundo del actual estado de Guerrero.

## Demografía
| Gráfica de evolución demográfica |
|                                  |

| Censo | Población |
| ----- | --------- |
| 1940  | 590       |
| 1950  | 562       |
| 1960  | 1 681     |
| 1970  | 1 846     |
| 1980  | 2 199     |
| 1990  | 1 693     |
| 2000  | 2 796     |
| 2010  | 2 496     |
| 2020  | 2 359     |